# 雲竜フレックスビル
雲竜フレックスビル（うんりゅうフレックスビル）は、愛知県名古屋市中区新栄二丁目にある高層ビルである。「雲竜FLEXビル」と表記されることもある。

## 概要
雲竜山乾徳寺という寺院が境内の一角に作ったビルで、タキヒヨー丸の内ビル（現：名古屋東京海上日動ビル）や住友生命名古屋ビルと並んで名古屋でもっとも早く作られた超高層ビルの一つである。完成当時の名称は「雲竜ビル」で、現在「 U N R Y U  FLEX」と横書きで記されているビル最頂部の看板が縦書きで「雲竜」と記されていた。
雲竜フレックスビルは、地上24階・地下2階の西館と地上10階・地下1階の東館の2棟から構成される。西館の高さは地上約90メートルで、名古屋市営地下鉄東山線 新栄町駅周辺では長らくもっとも高い超高層ビルであったが、2008年（平成20年）に完成した地上約100メートルのマザックアートプラザにその座を譲った。しかしながら、現在でも新栄町駅周辺は超高層ビルが少ないエリアであるため、西館24階にあるバー「ベル・ボワール」（旧：BAR Voir）と西館22階にあるガラス張りのトイレが有名な焼肉店「炭火焼肉コギチャン」（旧：IMANAS亭 FLEX店）で眺望を楽しめる。
ビル内にコンサートホール（現：「DIAMOND HALL」）が作られたことや、中京テレビの深夜番組『ラジオDEごめん』『ラジごめII金曜日の王様』『ラジごめIIIホンジャマカ共和国』が毎回ビル内の飲食店から生放送されていたことから、一般的な知名度は高い。

## 主なテナント

### 西館
- ベル・ボワール（西館24階）
- 炭火焼肉　コギチャン（西館22階）
- ケン・コーポレーション名古屋支店（西館11階）
- アツギ名古屋支店（西館10階）
- DIAMOND HALL / 佐波商事本部（西館5階）
- フジタ名古屋支店（西館4階）
- フジタビルメンテナンス　名古屋営業所（西館7階）
- AYUALAM Link（アユアランリンク）名古屋店（西館3階）
- 日本精工名古屋支社（西館2階）
- 飛騨産業飛騨の家具館名古屋ショールーム（西館1階）
- HeartLand（西館地下1階）（愛知県名古屋市中区栄1丁目より移転：2015年（平成27年）11月28日オープン)
- SPADE BOX（西館地下1階）（2015年（平成27年）12月1日オープン）
- 二階堂ホールディングス・荏原環境プラント株式会社（西館15階）

### 東館
- 名古屋新栄郵便局（東館1階）
- APOLLO BASE（東館地下1階。2022年3月27日、ビル老朽化のため閉店）

## 最寄り駅
- 名古屋市営地下鉄東山線 新栄町駅

## ギャラリー

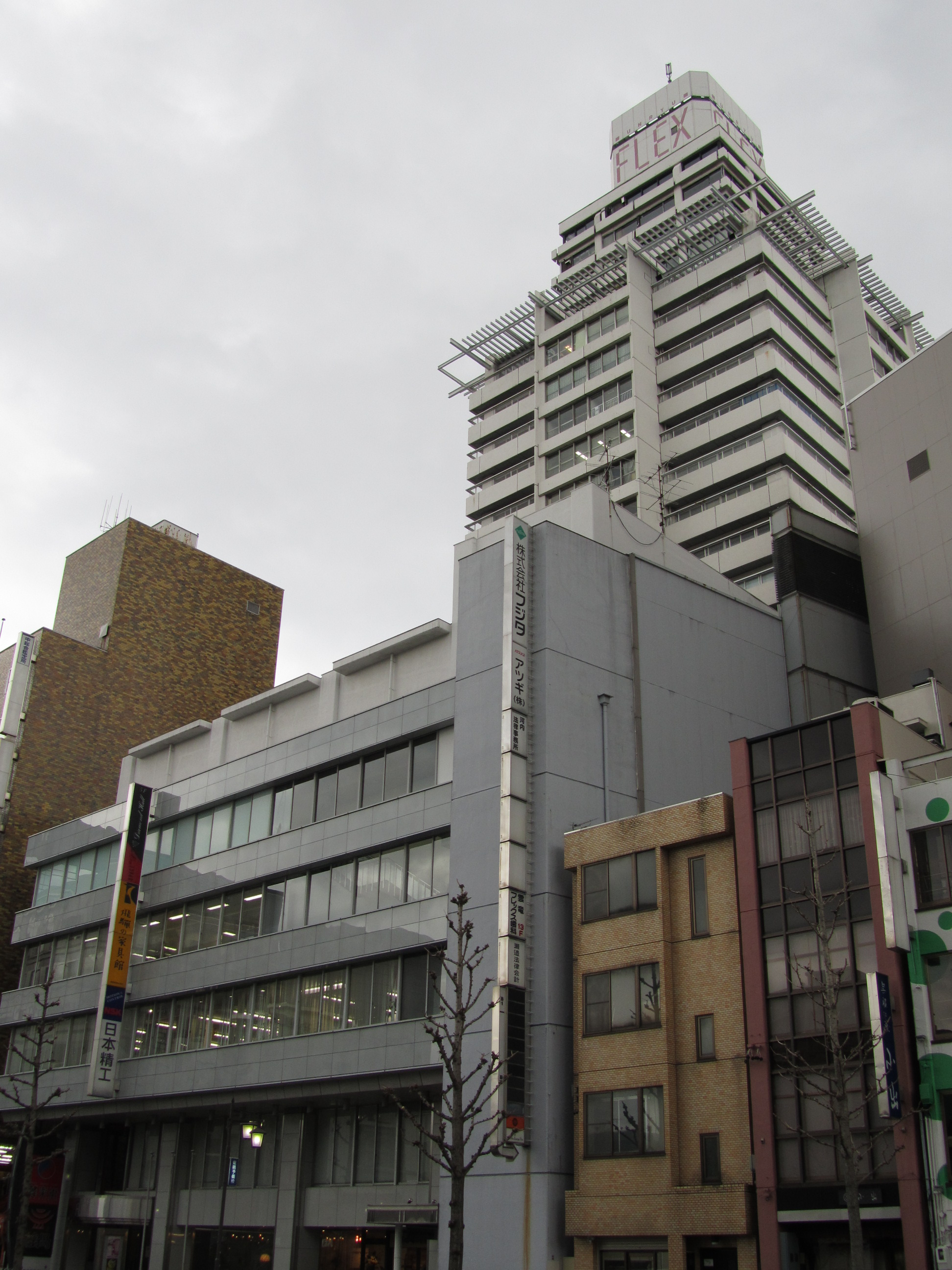
西館（リニューアル前）
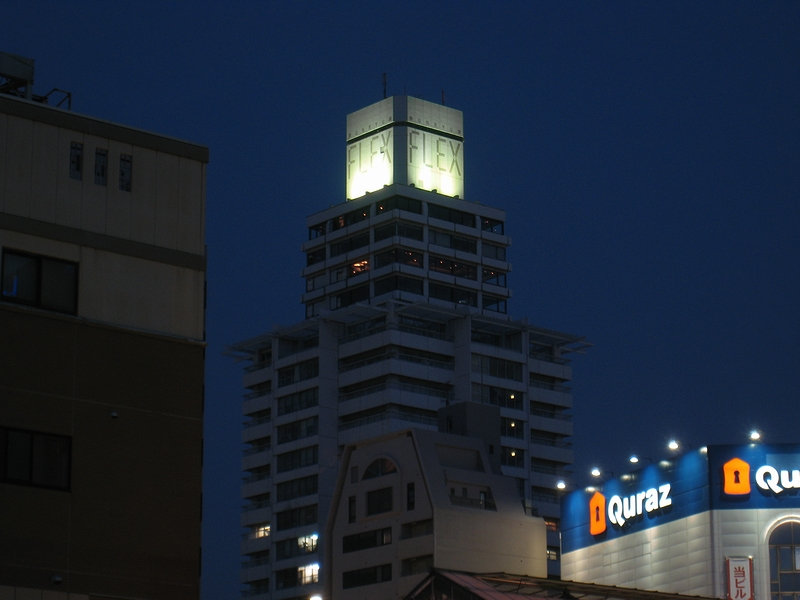
夜景
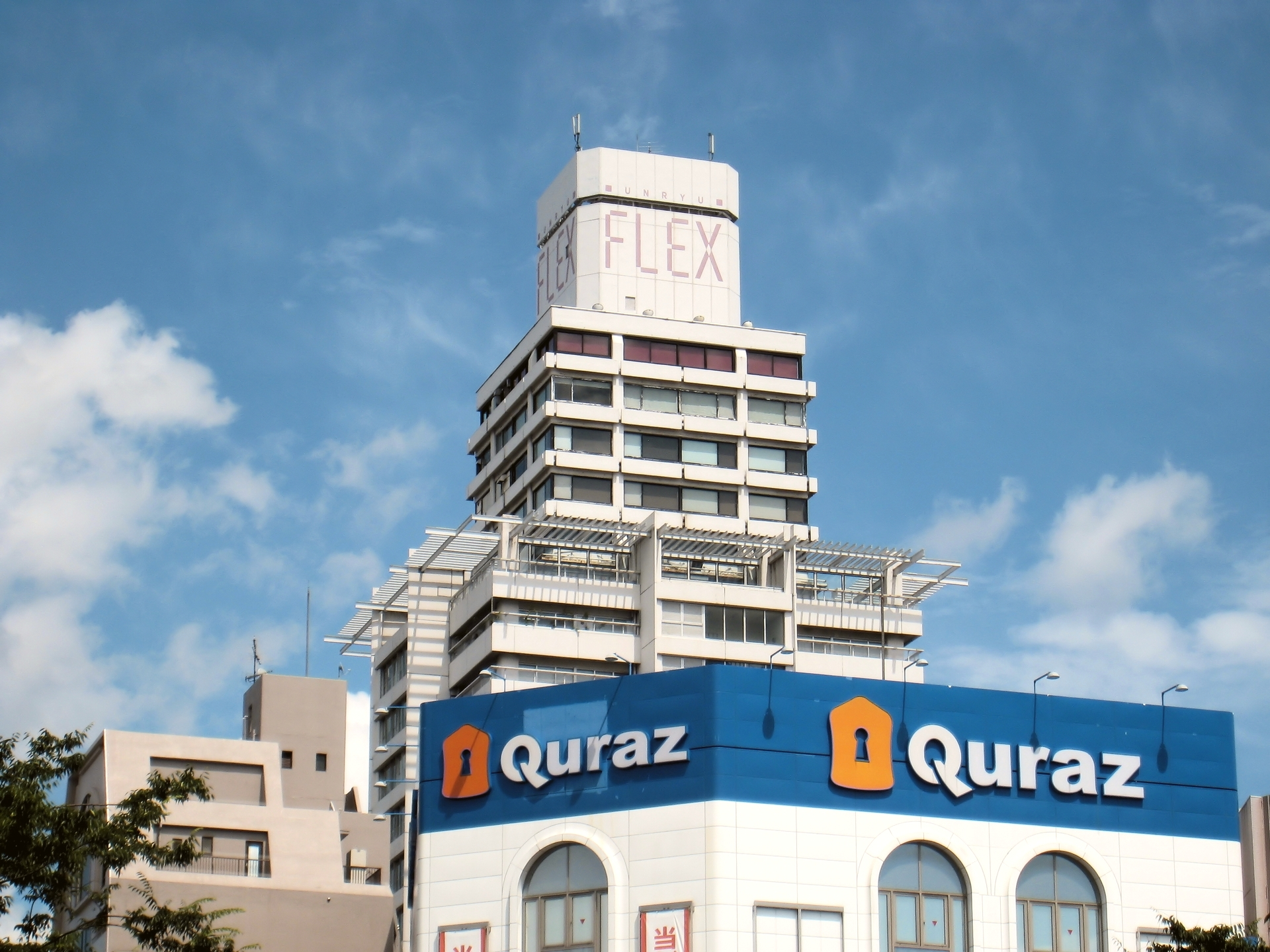
最頂部の看板（リニューアル前）
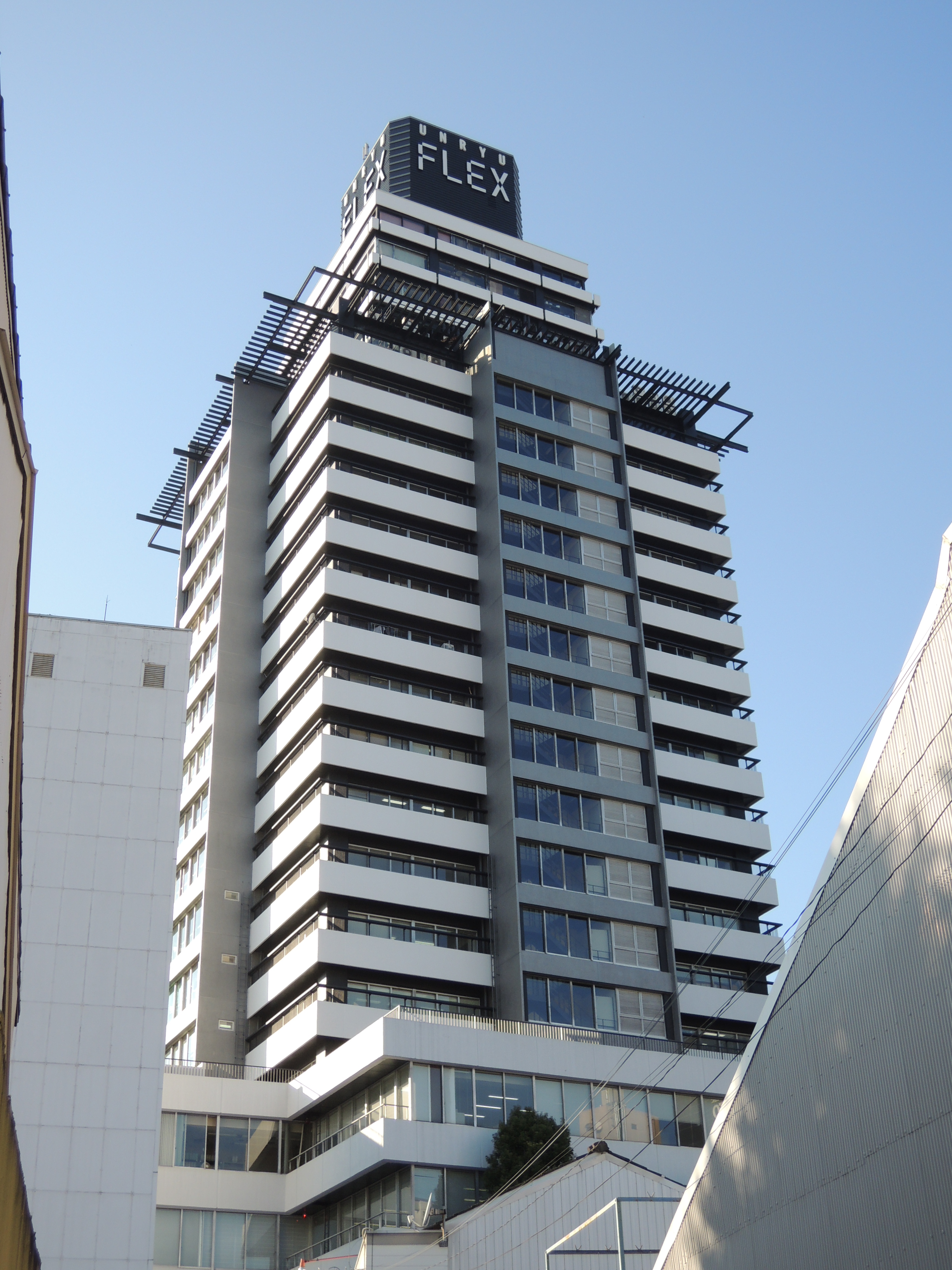
西館：タワー部を東側から撮影。
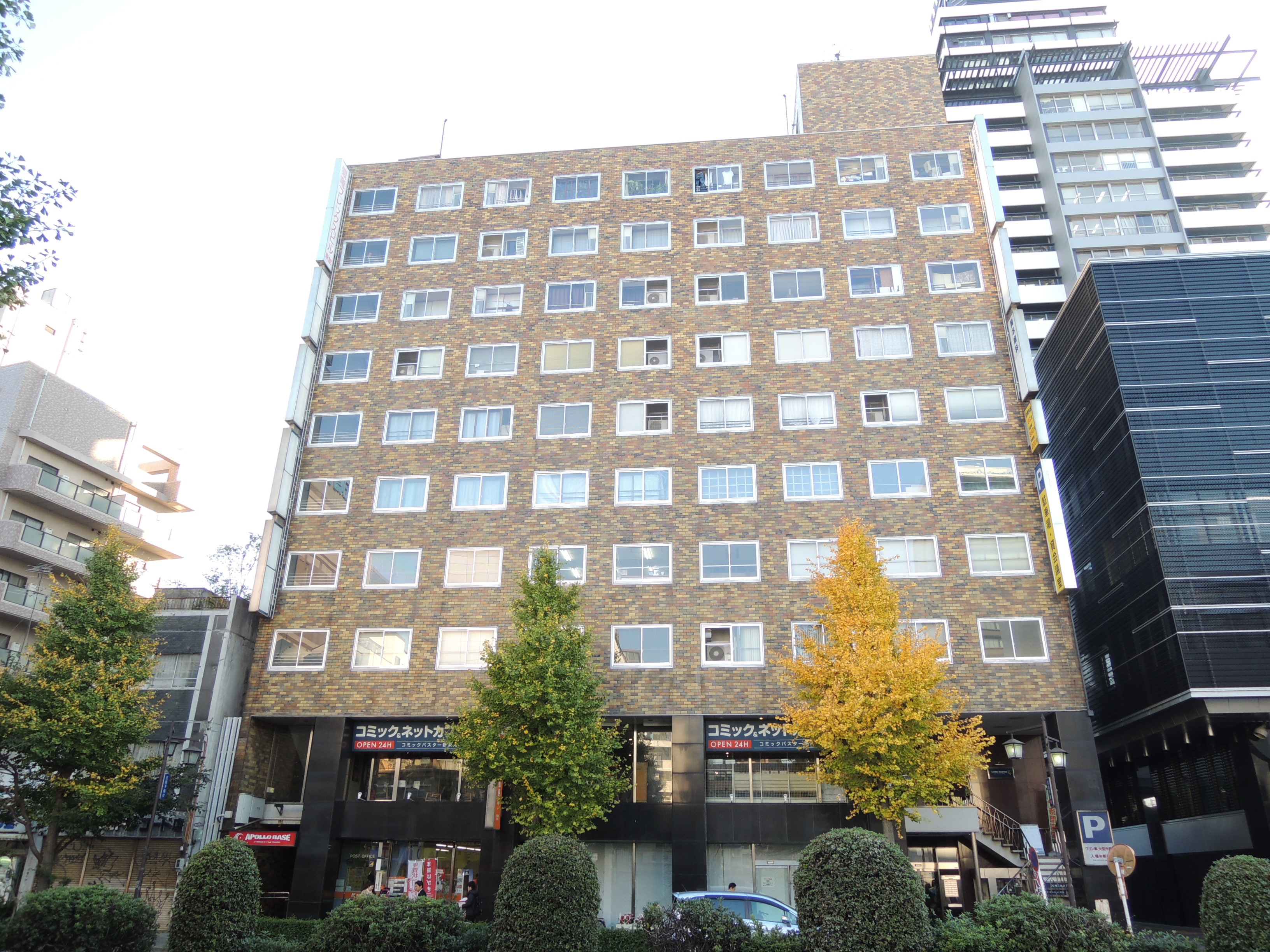
東館
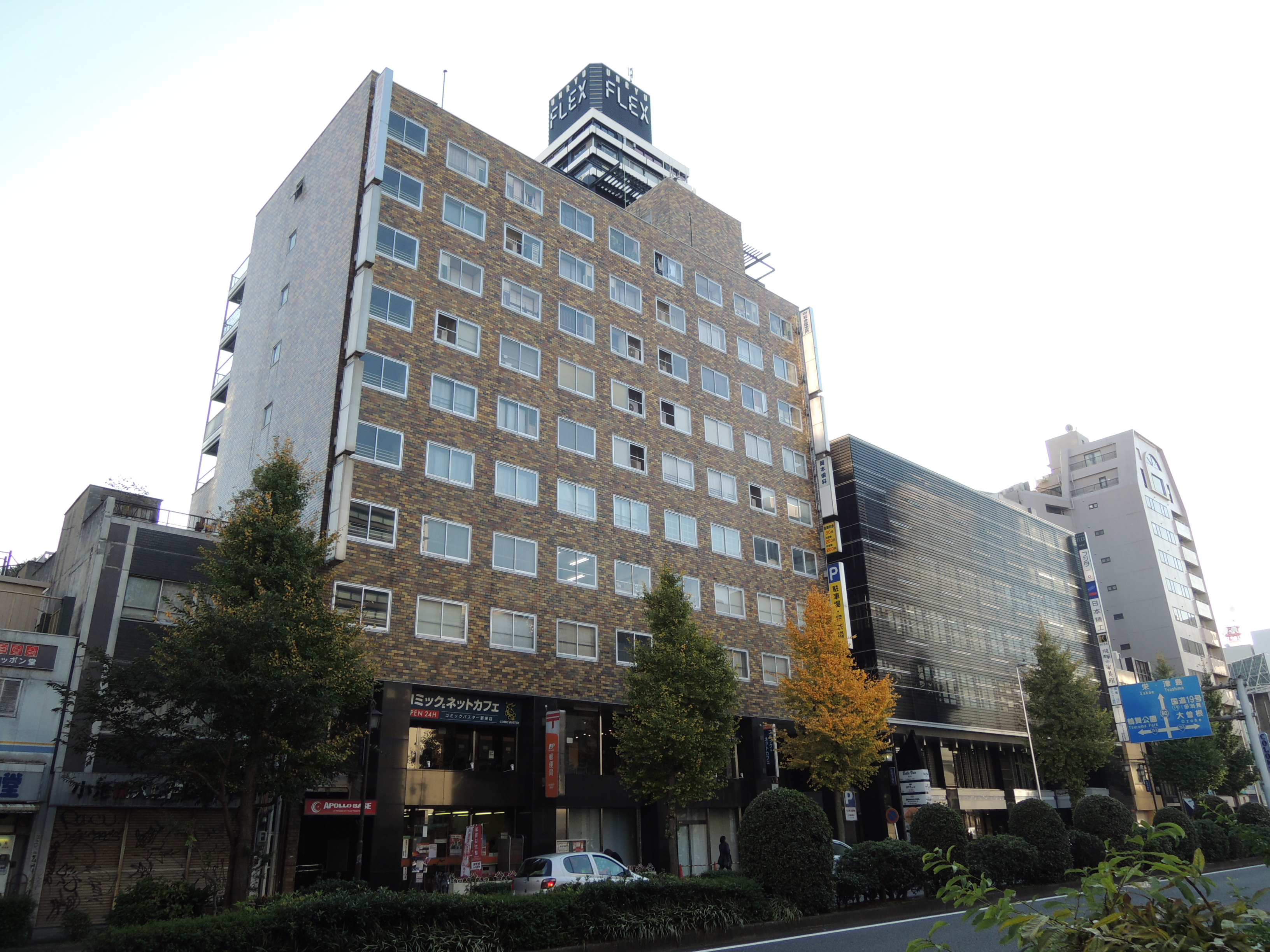
全景
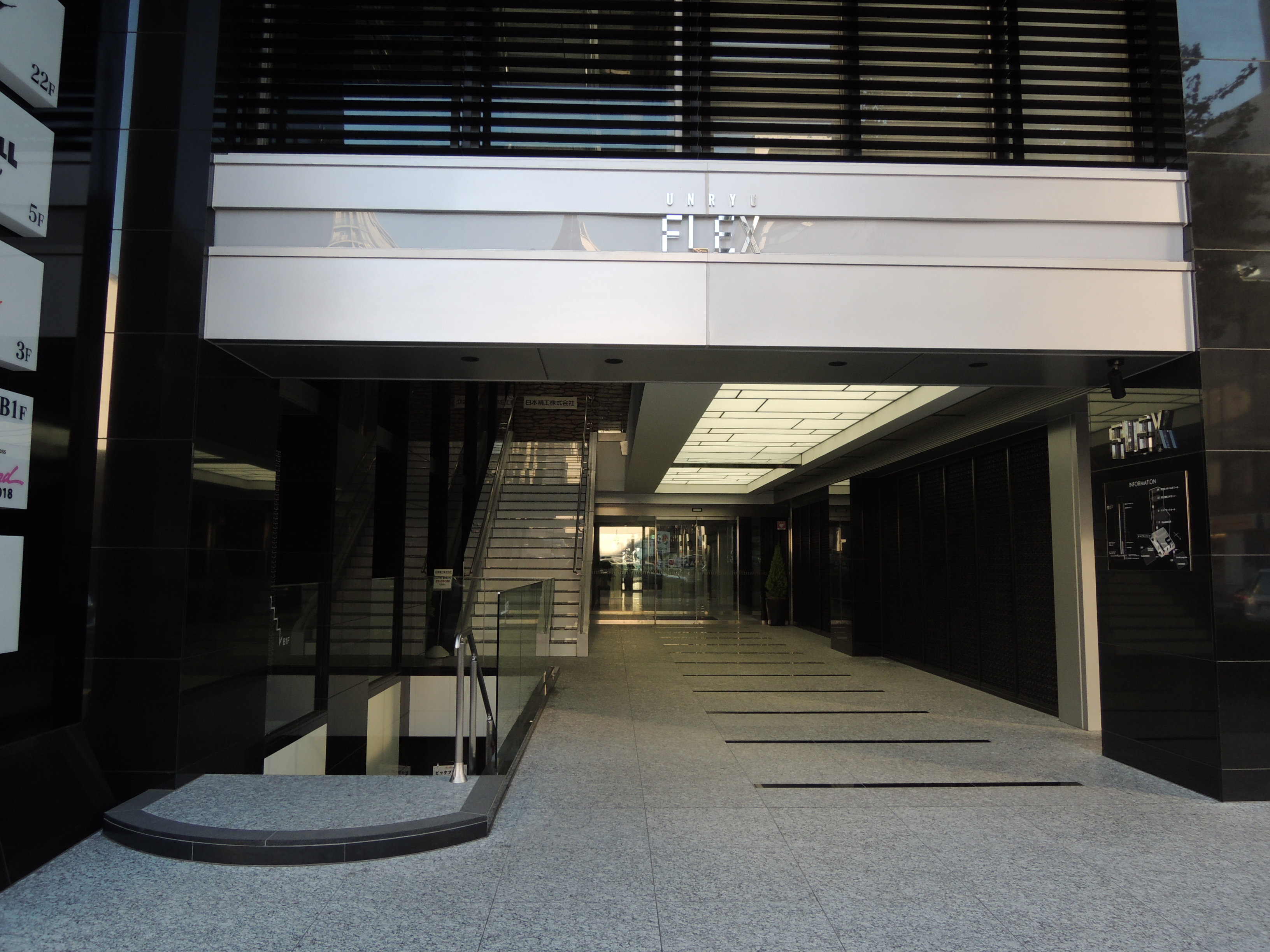
西館：入口。地下1階は、ライブハウス「HeartLand」。
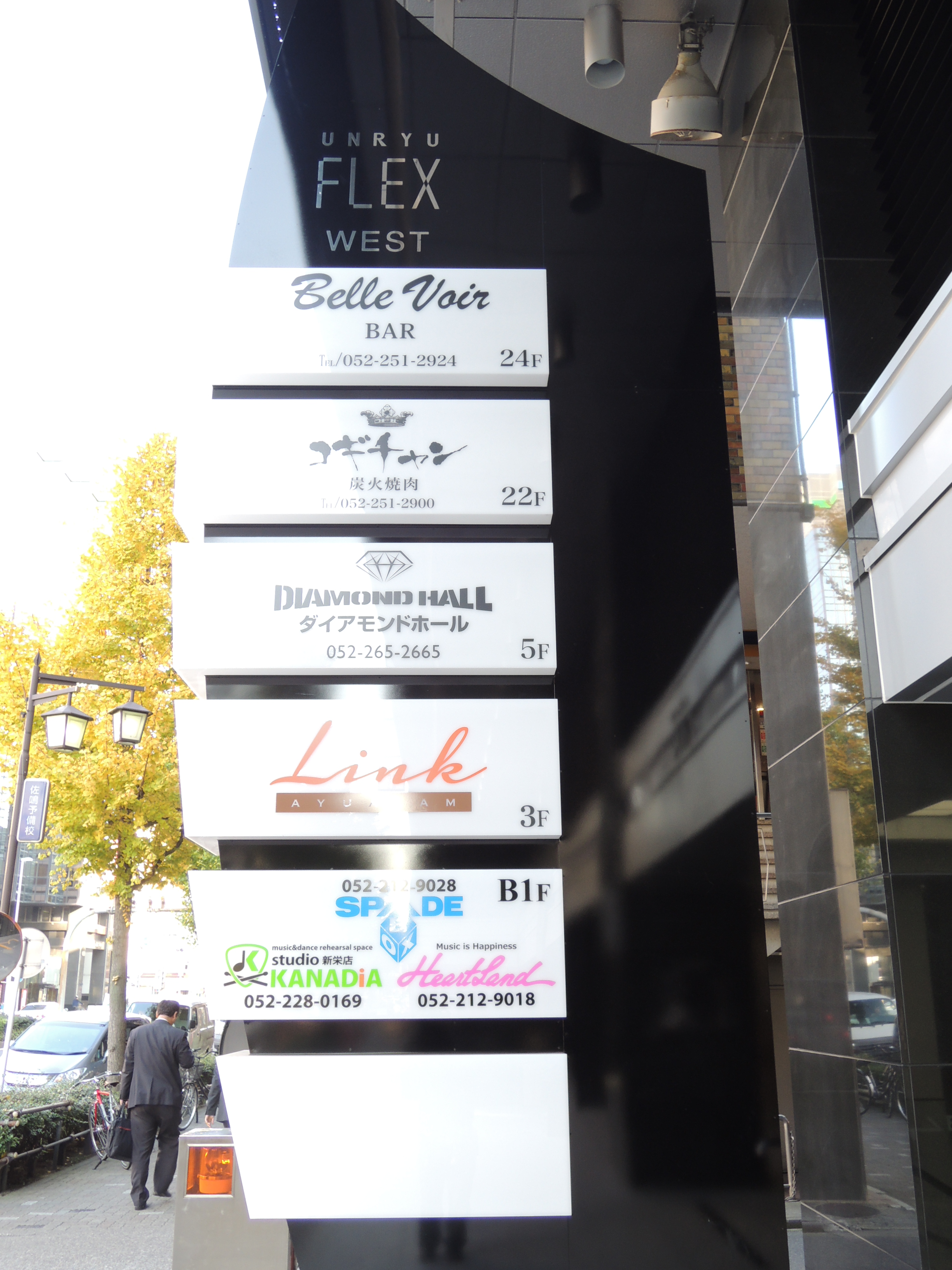
西館：案内板
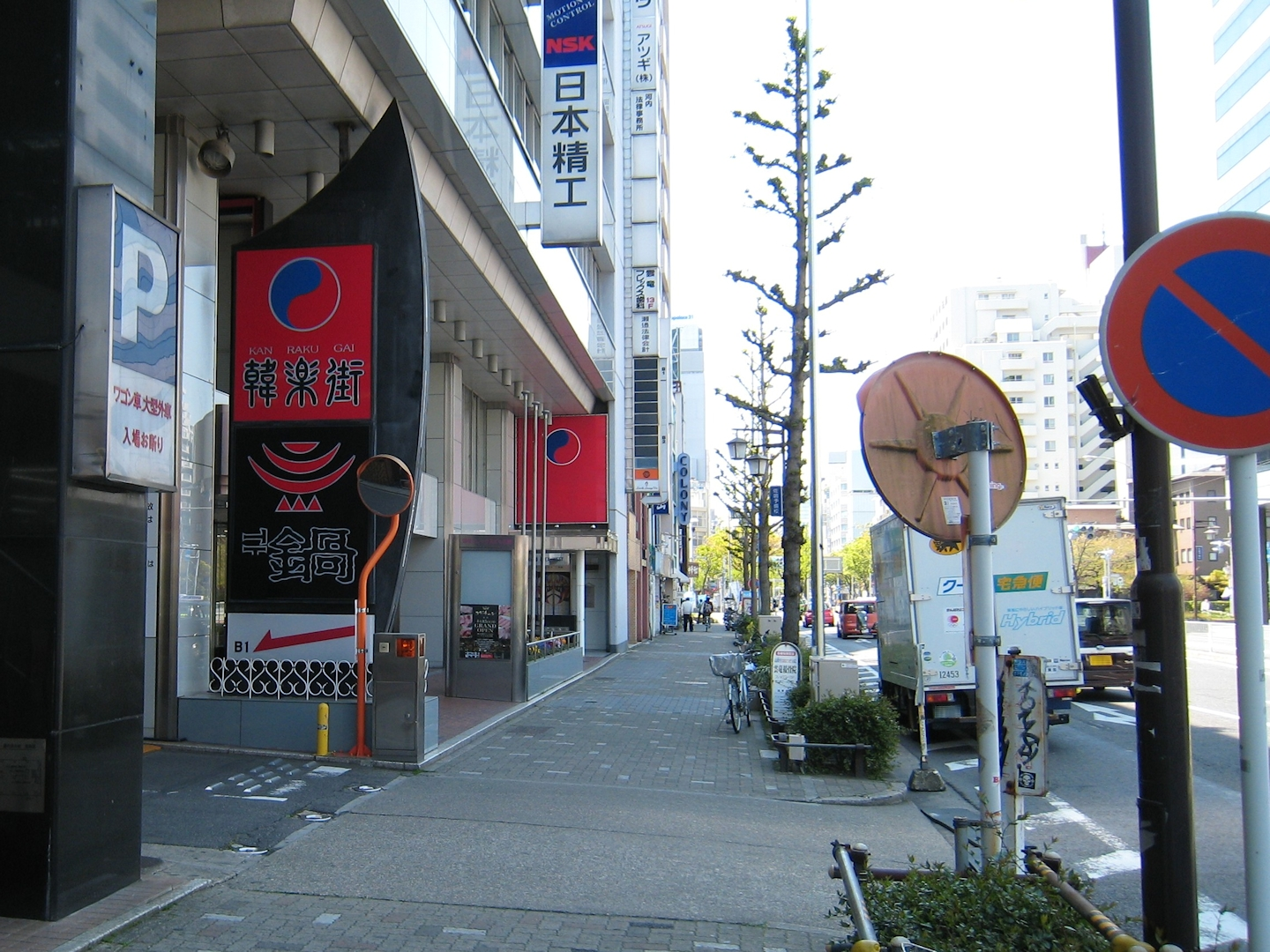
かつて出店していた「韓楽街」と「THE 鍋 本店」の大型案内板と駐車場入口（2013年（平成25年）4月撮影）。
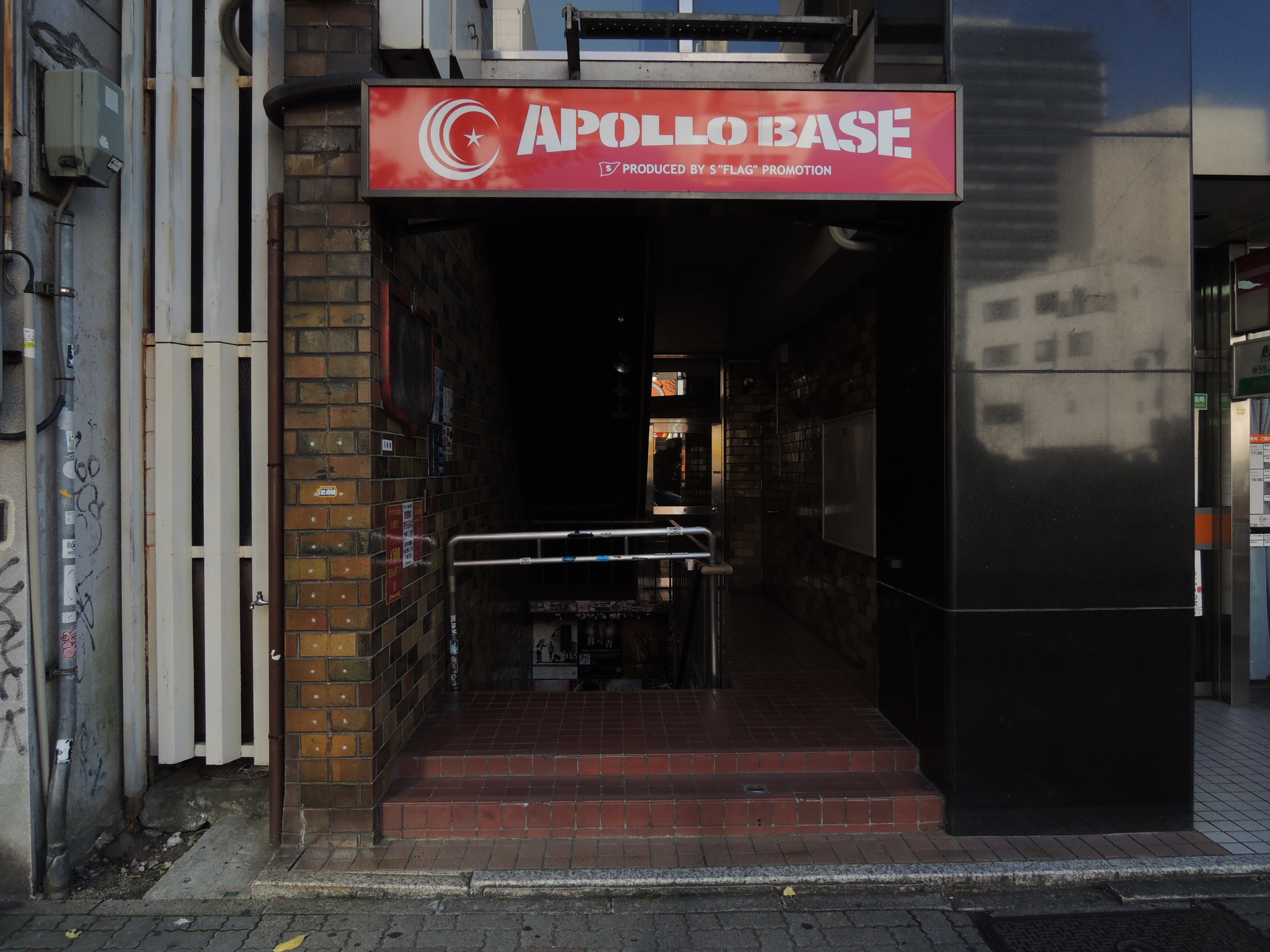
APOLLO BASE入口（東館：地下1階）